# Édouard Pailleron
Édouard Jules Henri Pailleron (7. září 1834, Paříž – 19. dubna 1899, Paříž) byl francouzský básník a dramatik.

## Životopis
Narodil se v Paříži, vystudoval na advokáta, ale po obhájení jediného případu vstoupil do prvního dračího pluku, kde sloužil dva roky. S hercem J.-A. Beaucém cestoval nějaký čas po severní Africe a brzy po svém návratu do Paříže roku 1860 uvedl sbírku satir Les Parasites a jednoaktovku Le Parasite, která se hrála v divadle divadle Odéon. V roce 1892 se oženil s dcerou Françoise Buloze a tak získal podíl na vlastnictví Revue des deux mondes.
V roce 1862 uvedl představení Les Faux ménages, čtyřaktovou komedii o směšně dojemné oddanosti Magdaleny. V roce 1879 uvedl L'Étincelle, skvělou jednoaktovou komedii, která mu zaručila další úspěch a v roce 1881 Pailleron uvedl Le Monde où l'on s'amuse, jedno z nejnápadněji úspěšných děl tohoto období. Tato hra se vysmívá současné konzervativní společnosti, a je plná zjevných narážek na dobře známé osobnosti. Žádná z jeho následujících prací neměla takový ohlas. V roce 1882 byl Pailleron zvolen do Académie française.
Ve Francii je Pailleronovo jméno známé ve smutné souvislosti s tragédií ze sedmdesátých let, kdy byla po něm pojmenována škola v Paříži, která podlehla požáru 6. února 1973. V ohni zemřelo 21 dětí.